# Nikolai Nikolajewitsch Anitschkow
Nikolai Nikolajewitsch Anitschkow (russisch Николай Николаевич Аничков; * 22. Oktoberjul. / 3. November 1885greg. in Sankt Petersburg; † 7. Dezember 1964 in Leningrad) war ein russischer Pathologe.

## Leben und Wirken
Im Jahre 1909 absolvierte er die Prüfung an der Militärmedizinischen Akademie St. Petersburg. Bis 1912 spezialisierte er sich auf dem Gebiet der pathologischen Anatomie. Zum Abschluss verteidigte er seine Dissertation zum Thema Studie über experimentelle Myocarditis.
In den Jahren 1913 bis 1914 arbeitete er als Assistent am Pathologischen Institut der Universität Freiburg bei Karl Albert Ludwig Aschoff. Ab dem Kriegsausbruch 1914 diente er als Militärarzt in Russland. Von 1916 bis 1919 lehrte er als Dozent an der Militärjuristischen Akademie St. Petersburg.
Mit seiner Ernennung zum Professor im Jahre 1919 wurde er Leiter der Abteilung für allgemeine Anatomie an der Akademie. Diese Position hatte er bis 1939 inne. Von 1939 bis 1946 wurde er Leiter der pathologischen Anatomie an der Akademie.
In den Jahren von 1920 bis 1964 leitete er auch die Abteilung der pathologischen Anatomie am Institut für experimentelle Medizin an der Akademie der Wissenschaften der UdSSR in Leningrad. An der Akademie der medizinischen Wissenschaften der UdSSR war er Präsident von 1946 bis 1953. Mit seinen Tätigkeiten formte er die Leningrader Schule der Pathologen. Am Ministerium für Gesundheit wirkte er im Medizinischen Rat mit. Er veröffentlichte zu seinen Arbeitsgebieten mehr als 150 Schriften.

## Schriften (Auswahl)
- Studie über das Retikuloendotheliale System, 1930
- Buch der pathologischen Physiologie, 1938 (4. Edition)
- Physiologie und Pathologie des cardiovasculären Systems, 1941
- Läsion der Arterien im gealterten Auge und in Fällen der Arteriosklerose, als Koautor 1941
- Gefäße, 1947
- Experimentelle Autoinfektion, 1947
- Morphologie der Wundheilung, 1951
- Der gegenwärtige Stand der experimentellen Arteriosklerose, 1956
- Koautor der mehrbändigen Ausgabe Sowjetische medizinische Erfahrungen im Großen Vaterländischen Krieg 1941-1945

## Ehrungen und Auszeichnungen
- Stalinpreis 1942
- Metschnikow-Preis 1952
- Leninorden zweimal
- Rotbannerorden
- Orden des Roten Banners der Arbeit
- Orden des Vaterländischen Krieges 1. Klasse
- Orden des Roten Sterns
- Ehrendoktor der medizinischen Fakultät der Humboldt-Universität zu Berlin 1960

## Mitgliedschaften
- Mitglied der Akademie der Wissenschaften der UdSSR
- Mitglied der Deutschen Akademie der Naturforscher (Leopoldina)
- Korrespondierendes Mitglied der Akademie der Wissenschaften der DDR 1962